# Victoria Hamilton
Victoria Hamilton (Wimbledon, 5 de abril de 1971) é uma atriz inglesa, conhecida pela interpretação da rainha-mãe Elizabeth Bowes-Lyon na telessérie The Crown.